# Bannière d'Ar Horqin
La bannière d'Ar Horqin (阿鲁科尔沁旗 ; pinyin : Ālǔkē'ěrqìn Qí) est une subdivision administrative de la région autonome de Mongolie-Intérieure en Chine. Elle est placée sous la juridiction de la ville-préfecture de Chifeng.

## Démographie
La population de la bannière était de 297 595 habitants en 1999.